# Satumaa
Satumaa (deutsch „Märchenland“) ist ein finnischer Tango. Er gilt als einer der berühmtesten finnischen Tangos schlechthin.
Das Stück wurde 1955 von Unto Mononen geschrieben und erschien im selben Jahr erstmals in einer Aufnahme von Henry Theel. Die berühmteste Aufnahme dürfte von Reijo Taipale aus dem Jahr 1962 stammen; es existieren jedoch ungezählte weitere Aufnahmen, unter anderem von Olavi Virta und Frank Zappa.
Satumaa handelt von einem Traumland jenseits des Meeres, nach dem der Sänger sich sehnt und in dem seine Geliebte für ihn unerreichbar ist. Mit dieser schwermütigen Thematik, dem getragenen Rhythmus und der Molltonart ist das Stück zum Archetyp des finnischen Tangos geworden.